# 劉彊
劉 彊（りゅう きょう、25年 - 58年）は、後漢の光武帝の長男。当初皇太子に立てられ、後に廃位されて東海王となった。

## 略歴
母は光武帝の最初の皇后である郭聖通であった。建武2年（26年）、母が皇后に立てられ、同時に劉彊は皇太子に立てられた。しかし建武17年（41年）に母が皇后を廃されると、劉彊も不安を感じ、左右の者や諸王を通じて、皇太子の位を降りて諸侯王になりたいと願い出るようになった。光武帝は廃位するに忍びず、なかなか許さなかったが最後には了承し、建武19年（43年）に劉彊は東海王となり、建武28年（52年）に領国に赴任した。
過失により廃位されたのではなく礼に即した態度であったため、光武帝は劉彊を厚遇し、魯郡を含む29県という大きな領土を与え、馬車や宮殿の調度は皇帝と同等のものとすることを許した。しかし劉彊は東海郡を返上することを申し出、光武帝は許可しなかったが感心してその文章を臣下に見せた。魯にはかつて前漢の魯王である劉余が作った壮麗な霊光殿という宮殿があったので、光武帝は劉彊に魯に都を置くよう命じた。
建武中元元年（56年）に入朝し、泰山での封禅に同行した。翌年春に光武帝が死去し、冬に帰国した。
その翌年の永平元年（58年）、劉彊は病気となった。弟の明帝は医者を遣わし、兄弟や諸侯王たちに魯へ行くよう命じたが、劉彊は死去した。明帝は司空を派遣して葬儀を司らせ、特別の格式で葬らせた。
享年34。恭王と諡され、領国は子の劉政（東海靖王）が継いだ。東海王はその後も子孫により継承され、後漢が滅ぶまで続いた。
後漢末に反董卓同盟の領主として皇帝候補にまでなった劉虞は、東海王の一族で劉彊の子孫の一人である。